# Сафаров, Ровшан Ильяс оглы
Ровшан Ильяс оглы Сафаров (азерб. Rövşən İlyas oğlu Səfərov) — азербайджанский дзюдоист-паралимпиец, выступающий в весовой до 90 килограмм и категории слепоты B2, двукратный чемпион Европы (2009, бронзовый призёр чемпионатов мира 2010 и 2014 гг. Представлял Азербайджан на Паралимпийских играх 2012 года в Лондоне и на Паралимпийских играх 2016 года в Рио-де-Жанейро, на которых завоевал бронзовую медаль.
В сентябре 2016 года Сафаров распоряжением президента Азербайджана Ильхама Алиева за высокие достижения на XV летних Паралимпийских играх в Рио-де-Жанейро, а также за заслуги в развитии азербайджанского спорта был награждён медалью «Прогресс».
На чемпионате Европы 2017 года Сафаров завоевал золотую медаль. В этом же году стал бронзовым призёром Исламских игр солидарности, проходивших в Баку.
В 2018 году принял участие на чемпионате мира в Португалии, где в составе мужской сборной Азербайджана стал бронзовым призёром командного турнира.